# چهارچشمیان
چهارچشمیان (انگلیسی: Anablepidae) خانواده‌ای از ماهی‌ها است.